# Sahil
Sahil – stacja na linii 1 bakijskiego metra, położona między stacjami İçərişəhər i 28 May. Pierwotnie nosiła nazwę 26 Bakı Komissarı. Stacja zlokalizowana jest w pobliżu brzegu morza Kaspijskiego.  

## Opis
Została otwarta 6 listopada 1967 r. w ramach budowy odcinka İçərişəhər  – Nəriman Nərimanov. Pierwotnie cała stacja wykończona była materiałami w kolorze szkarłatnym, nawiązującym do czerwonych flag rewolucji październikowej i Komuny Bakijskiej. Filary stacji pokryte były mozaiką wykonaną ze stopu szkła kryształowego z metalami. Stację oświetlały lampy jarzeniowe ukryte za falistym gzymsem. Na ścianie holu, naprzeciw wejścia, znajdowała się płaskorzeźba przedstawiająca słońce zachodzące nad błękitnym falującym morzem. Jeszcze wcześniej była tam płaskorzeźba przedstawiająca 26 komisarzy z Baku.
Stacja metra Sahil została zamknięta 20 sierpnia 2017 r. zgodnie z Dekretem Prezydenta Republiki Azerbejdżanu nr 1408 z 18 marca 2011 r. W ramach Państwowego Programu Rozwoju Metra w Baku zaplanowano przebudowę stacji.
Stacja została oddana do użytku po modernizacji 7 czerwca 2018 r. Podczas remontu odnowiono peron, wymieniono podłogi, zdemontowano schody ruchome typu LT-3, montując w ich miejsce nowe typu Victoria. Tego samego dnia prezydent İlham Əliyev wziął udział w otwarciu odnowionej stacji.